# 住之江消防署

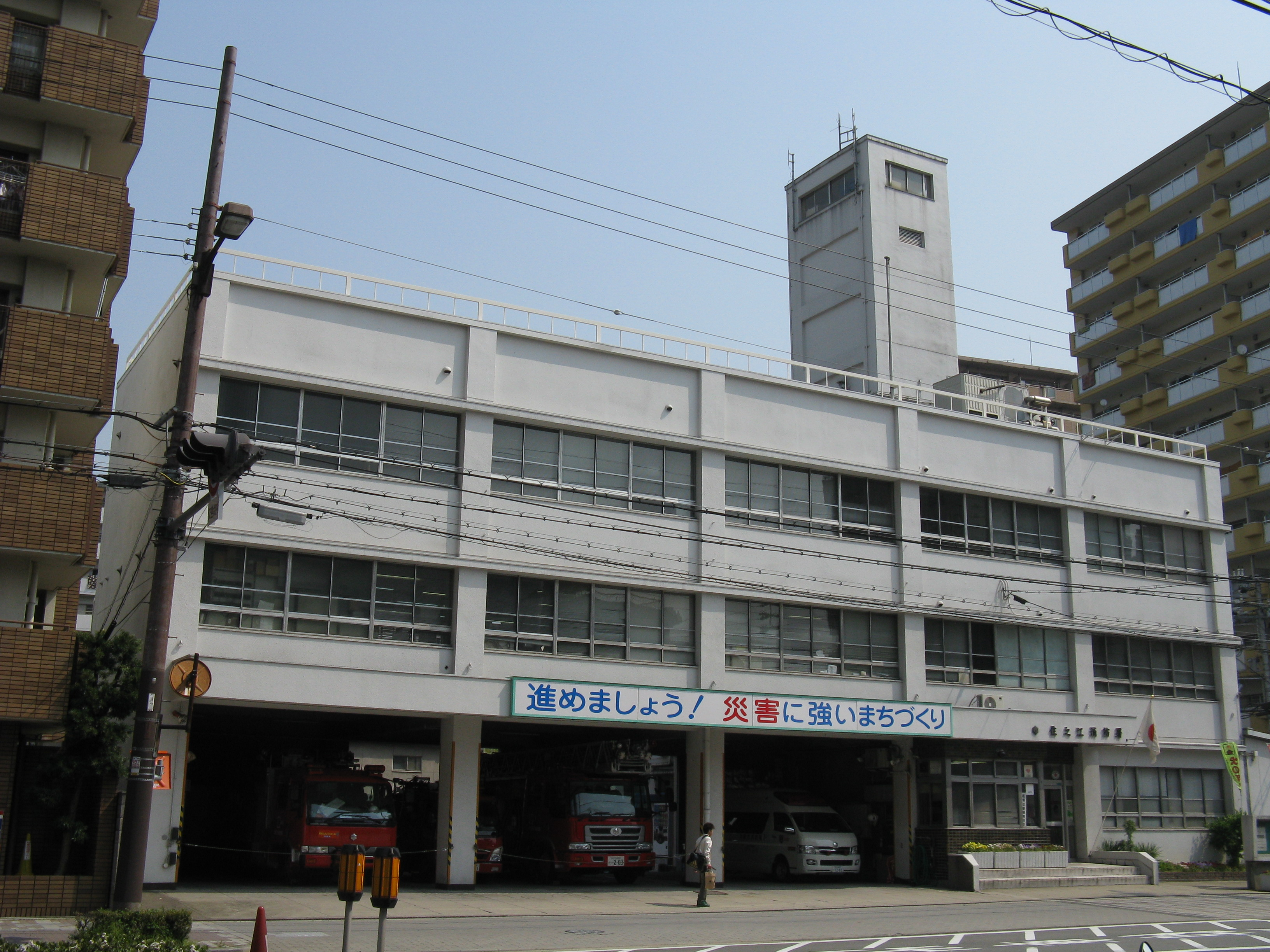
住之江消防署

住之江消防署（すみのえしょうぼうしょ）は、大阪市住之江区にある大阪市消防局が管轄する消防署である。

## 概要
住之江消防署は、住之江区御崎四丁目に位置し、平林・加賀屋・南港の3出張所、約140名の職員、特別救助隊｛化学災害救助隊（ケミカル・リレイテッドレスキュー：CR）｝、消防車、救急車、水難救助艇が配備され、住之江区の安全確保に努めている。

### 沿革
- 1944年2月 - 住吉区北加賀屋58番地に大阪府住吉消防署として開設される。
- 1945年6月 - 戦災などで廃止となり阪南消防署（現在の阿倍野消防署）の所轄となる。
- 1946年4月 - 北加賀屋土地区画整理組合の事務所を誇り受け再び開署する。
- 1948年3月 - 自治体消防発足に従い、大阪市住吉消防署となる。
- 1970年7月 - 現在の地に新築移転する。
- 1976年10月 - 1974年に住吉区が住吉区と住之江区に分区されたため、住之江消防署となり新発足し、住吉消防署は遠里小野に新築移転する。

### 本署・出張所所在地
- 住之江消防署 - 大阪市住之江区御崎四丁目11番6号
  - 平林出張所 - 大阪市住之江区平林南二丁目12番66号
  - 加賀屋出張所 - 大阪市住之江区中加賀屋一丁目1番28号
  - 南港出張所 - 大阪市住之江区南港中一丁目1番53号

## 車両
本署
- ST156（A仕様消防ポンプ車）
- R88
- CR24（救助工作車Ⅳ型）
- L7（41m級：ポンプ付はしご車）
- C5
- RW26（大型ブロアー車）
- A356（高規格救急車）
- A802
- CC323

平林
- ST116（B仕様）

加賀屋
- ST165（B仕様）

南港
- ST198（B仕様）
- R85
- L26（41m級）
- A376
- FB23（ゆめしま）

予備
- P128（小型）
- ST47（A仕様）
- RE7
- PI315
- PI495